# エルトン・ジュリアン
エルトン・ジュリアン（Elton Julian、1974年8月16日 - ）は、スペイン・カナリア諸島生まれ、アメリカの元レーシングドライバー、現・レーシングチーム「ドラゴンスピード」のオーナー、チームプリンシパル。

## 経歴

### 生い立ち
彼はエクアドルとアメリカ合衆国で育った。英語の他、フランス語、スペイン語を操る。13歳の時に南カリフォルニアでレーシングカートのレース参戦し始め、その魅力にとりつかれた。その後に入り、フォーミュラ・フォードを経験。49回の出場で36回の勝利を獲得し、1990年にも4回の優勝を加えた。

### フォーミュラ3
1991年のイギリス・フォーミュラ3選手権にスポット参戦。1992年よりアラン・ドッキング・レーシングとフォーテック・モータースポーツからシーズン全戦に参戦し、1勝を挙げランキング8位となった。この年に挙げた1勝はその時点でのイギリスF3史上最年少での優勝記録であった。
1992年8月に北アメリカ大陸へ渡り、バンクーバーでのインディ・ライツ選手権で走った後、1993年はフランスF3選手権に参戦し、ランキング3位に入る。1994年初頭にテスト契約を結んだF1ラルースでのテスト任務に備え、7月までフランスF3に参戦していたが、F1マシンにより近いF3000へのステップアップを希望する。

### フォーミュラ3000
1994年8月、上位カテゴリとなる国際F3000選手権の参戦を目指し、オメガランド・レーシングのシートを第6戦から得たが、最高位は13位でポイントは獲得できなかった。複数年のオプション契約を結んでいたF1ラルースの破産後、1996年の開幕前にイギリスのノルディック・レーシングのレギュラーシートを獲得し、飯田章のチームメイトとなった。予選・決勝ともシーズンを通して飯田を上回り、最終戦では5位入賞の結果を残した。
以後フォーミュラのレースシートはなかなか獲得できず、1999年のフォーミュラ・アトランティックにスポット参戦したのが最後のフォーミュラ・カテゴリーでのレースとなった。

### フォーミュラ1
1994年、ジュリアンはフランスのF1チームラルースとテスト・リザーブドライバーとして契約する。契約年数は単年ではなく複数年であり、チームのホームコースであるポール・リカール・サーキットでのテストセッションではレギュラードライバーのエリック・コマスと同等のタイムを出すこともあり、コマスが同年起きたアイルトン・セナの死亡事故により一時F1引退を希望していたため、翌年のラルースでレギュラー昇格候補とみなされた。しかし同年オフから1995年に向けての期間でラルースはDAMSとの合併話など手を尽くしたが財政の問題が解決できず、チームは破産しファクトリーが閉鎖された。これによりジュリアンのF1参戦の扉も閉ざされた。

### スポーツカー
1995年開幕前にラルースF1チームが閉鎖されると、ジュリアンはスポーツカーに参戦カテゴリーを転向し、ユーロモータースポーツからフェラーリ・333SPプロトタイプで世界スポーツカー選手権に出場。デイトナ24時間レースでクラス2位、セブリング12時間レースで新しいラップレコードを樹立した。
1999年から2005年までレースから長期間離れた後、2005年のル・マン24時間レースに参戦し、チームリーダーのヤン・ラマースの奮闘により童夢・S101での7位完走を果たす。同年10月からはアメリカン・ル・マン・シリーズへの参戦を開始し、翌2006年3月のセブリング12時間レースに初参戦した。
4年のブランクを経て、2010年のセブリング12時間で復帰。以後2011年までアメリカン・ル・マンシリーズに参戦した。
2015年のブランパンGT選手権シリーズに自身の立ち上げたチームであるドラゴン・スピードのフェラーリ・458で参戦したのを最後にドライバーとしての参戦を終了し、チームオーナー、マネージャーとしての活動に専念する。

### チーム・プリンシパル
2007年に自らのレーシングチーム、ドラゴンスピードを立ち上げた。アメリカン・ル・マン・シリーズ、ロレックス・グランダム・シリーズ、ブランパン・ランボルギーニ・スーパートロフェオ、ピレリ・ワールドチャレンジ、フェラーリ・チャレンジ、ピレリ・ドライバーズカップ・シリーズなどスポーツカーレースを中心に参戦する。
オーストラリアでのレースにも参戦し、2013年バサースト12時間レースでは、アウディ・R8 LMS Ultraで17位を獲得。 その後、ジュリアンはチームをアメリカに戻し、2013年アメリカン・ル・マン・シリーズのプロトタイプチャレンジクラスに出場。
2014年、ドラゴンスピードはピレリ・ワールド チャレンジ シリーズに参戦し、GT-Aクラスでフェラーリ・458 GT3 イタリアを走らせた。

## レース戦績

### フランス・フォーミュラ3選手権
| 年     | エントラント               | シャーシ      | エンジン   | 1     | 2       | 3     | 4     | 5     | 6     | 7       | 8       | 9     | 10    | 11  | 順位 | ポイント |
| ------ | -------------------------- | ------------- | ---------- | ----- | ------- | ----- | ----- | ----- | ----- | ------- | ------- | ----- | ----- | --- | ---- | -------- |
| 1993年 | フォーミュラ・プロジェクト | ダラーラ F393 | フィアット | LED 4 | NOG Ret | DIJ 5 | PAU 5 | ROU 4 | MAG 4 | LEC 4   | ALB 5   | BUG 2 | VDV 2 |     | 3位  | 68       |
| 1994年 | フォーミュラ・プロジェクト | ダラーラ F393 | フィアット | NOG   | LED     | PAU   | DIJ   | VDV 3 | MAG 5 | CET Ret | LEC Ret | ALB   | BUG   | MAG | 13位 | 16       |

- 太字はポールポジション、斜字はファステストラップ。

### 国際F3000選手権
| 年     | チーム                   | シャーシ      | エンジン               | 1      | 2       | 3       | 4       | 5     | 6      | 7      | 8      | 9      | 10    | 順位 | ポイント |
| ------ | ------------------------ | ------------- | ---------------------- | ------ | ------- | ------- | ------- | ----- | ------ | ------ | ------ | ------ | ----- | ---- | -------- |
| 1994年 | オメガランド             | ローラ T94/50 | ジャッド               | SIL    | PAU     | CAT     | PER     | HOC   | SPA 15 | EST 14 | MAG 13 |        |       | NC   | 0        |
| 1996年 | ノルディック・レーシング | ローラ T96/50 | ザイテック-ジャッド KV | NÜR 13 | PAU DNS | PER Ret | HOC Ret | SIL 7 | SPA 14 | MAG 12 | EST 18 | MUG 14 | HOC 5 | 14位 | 2        |

### ル・マン24時間レース
| 年   | チーム             | コ・ドライバー                              | 車両               | クラス | 周回 | 総合順位 | クラス順位 |
| ---- | ------------------ | ------------------------------------------- | ------------------ | ------ | ---- | -------- | ---------- |
| 2005 | Racing for Holland | ヤン・ラマース ジョン・ボッシュ             | Dome S101-Judd     | LMP1   | 346  | 7位      | 5位        |
| 2012 | Greaves Motorsport | クリスチャン・ズウゲル リカルド・ゴンザレス | Zytek Z11SN-Nissan | LMP2   | 348  | 12位     | 5位        |

### FIA 世界耐久選手権
| 年     | チーム             | クラス | シャーシ          | エンジン                  | 1     | 2      | 3      | 4      | 5      | 6      | 7      | 8      | 順位 | ポイント |
| ------ | ------------------ | ------ | ----------------- | ------------------------- | ----- | ------ | ------ | ------ | ------ | ------ | ------ | ------ | ---- | -------- |
| 2012年 | Greaves Motorsport | LMP2   | ザイテック・Z11SN | ニッサン・VK45DE 4.5 L V8 | SEB 7 | SPA 12 | LMS 10 | SIL 17 | SÃO 11 | BHR 12 | FUJ 14 | SHA 15 | 26位 | 11       |